# Esztergályos Patrik
Esztergályos Patrik (Tatabánya, 1997. augusztus 19. –) ifjúsági olimpiai bajnok magyar párbajtőröző, az Exatlon Hungary férfi bajnoka.

## Élete
2014-ben bronzérmet nyert a magyar férfi párbajtőr-válogatottal a kadett vívók jeruzsálemi Európa-bajnokságán. A bulgáriai Plovdivban zajló kadet világbajnokságot aranyéremmel zárta, majd pár hónapra rá a kínai Nankingban rendezett II. ifjúsági olimpiai játékok egyéni párbajtőrözőinek mezőnyében – tizenhét évesen – az első helyen végzett, emellett pedig – az Európa 1. nevet viselő vegyes csapattal – begyűjtött egy ezüstöt is. 2015-ben a bázeli junior csapat világkupán fölényes győzelmekkel állhatott a dobogó legfelső fokára csapattársaival (Bányai Zsombor, Cho Taeun Sándor, Siklósi Gergely).
2016-ban az újvidéki kadet és junior Európa-bajnokságon a párbajtőrcsapattal felállhatott a dobogó legfelső fokára, egy hónappal később pedig – szintén a párbajtőrcsapat (Bakos Bálint, Bányai Zsombor, Siklósi Gergely) tagjaként – ezüstérmet nyert a bourges-i korosztályos világbajnokságon.
A 2018-as jereváni U23-as Európa-bajnokságon, a párbajtőrözők között a hatodik helyen végzett.
2019-ben megmérettette magát a TV2 ügyességi vetélkedőműsorában (extrém sport-reality-ben), az Exatlon Hungary-ben – melyben hivatásos sportolók és hírességek versenyeztek jó erőnlétben lévő játékosokkal – és ahol a legjobb férfi versenyzőként végzett, összesítésben pedig a második lett.
2022-ben újra visszatért az Exatlon Hungary 4. (All Star) évadába is, ahol 5 napot töltött.